# Авра
Авра (грч. Αύρα) је насељено место у општини Сервија у периферији Западна Македонија, Грчка. Према попису из 2021. године било је 52 становника.
Авра је некада била турско насеље које је напуштено. Обновљена је 1924 насељавањем око 20 грчких избегличких породица из Турске, којих је на попису из 1928. године било 93. Током Грчког грађанског рата село је страдало, после тога је обновљено и на попису из 1951. године је имало 124 становника. Село се раније звало Комушлар.